# Tobaksprotesten

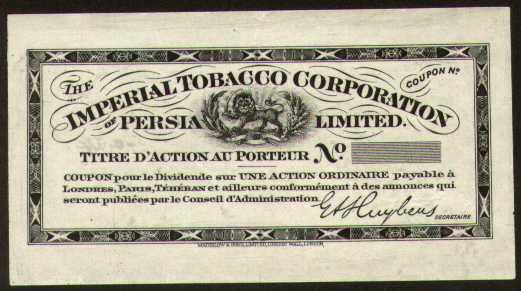
Aktiebrev från Imperial Tobacco Corporation.

Tobaksprotesten var en framgångsrik protest och bojkott i Persien (Iran) under ledning av shiitiska mullor mot den koncession för tobakshandel som shahen beviljade till Storbritannien 1890. Protesten nådde sin kulmen när en fatwa mot tobaksrökning utfärdades 1891, troligen av storayatollan Mirza Hassan Shirazi. Tobaksprotesten brukar betraktas som en förelöpare till Irans konstitutionella revolution 1905-1911.

## Bakgrund
Från och med tidigt 1800-tal hade Qajar-dynastin befunnit sig i en prekär situation på grund av ökad utländsk närvaro i Iran. Man var tyngd av förlusterna mot Ryssland 1813 och 1828 samt mot Storbritannien 1857. Man hade tvingats till otaliga eftergifter till de båda stormakterna. Dessutom var den iranska köpmannaklassen (bazaari) kvar i en mycket utsatt position eftersom de inte kunde konkurrera med köpmännen från Europa som lyckats uppnå många ekonomiska fördelar. Qajar-dynastin var mycket impopulär bland stora delar av befolkningen men kunde hålla sig kvar vid makten tack vare ryska och engelska ingripanden som stöttade upp shahen.
År 1872 förhandlade Nassredin Shah fram en koncession med baron Julius de Reuter, som gav Reuter långtgående kontroll över persiska vägar, telegrafer, kvarnar, fabriker, mineralutvinning mm i utbyte mot en fastställd summa för 5 år samt 60 % av hela nettointäkten i 20 år. Koncessionen till Reuter möttes inte bara av iraniernas upprördhet i form av lokala protester, utan även den ryska regeringen var fientligt inställd. Nassredin Shah hamnade under enorm press och tvingades bryta avtalet med Reuter, trots sin svåra ekonomiska situation. Koncessionen varade bara i ungefär ett år, och hela debaclet lade grunden för upproret mot 1890 års tobakskoncession, eftersom det visade att varje försök av en främmande makt att inkräkta på iransk suveränitet skulle reta upp den lokala befolkningen samt rivaliserande europeiska makter, i detta fall den ryska regeringen, som hade sina egna intressen i regionen.

## Tobaksmonopolet och protesterna
Den 20 mars 1890 beviljade Nassredin Shah en koncession till major G. F. Talbot som gav Talbot fullständigt monopol på produktion, försäljning och export av tobak i femtio år. I utbyte betalade Talbot shahen en årlig summa på 15 000 pund utöver en fjärdedel av den årliga vinsten efter betalning av alla kostnader och en utdelning på 5 procent på kapitalet. Hösten 1890 hade koncessionen sålts till Imperial Tobacco Corporation of Persia, ett företag där Talbot själv hade stora ägarintressen. Vid tiden för koncessionen var tobaksgrödan värdefull, inte bara på grund av den inhemska marknaden utan också för att iranierna odlade en tobakssort som var "mycket uppskattad på utländska marknader" och som inte odlades på annat håll. Ett tobaksmonopol infördes och alla producenter och ägare av tobak i Persien tvingades att sälja tobaken till monopolets agenter, som sedan skulle sälja vidare till ett pris som båda parter var överens om. Dispyter löstes genom obligatorisk skiljedom.
Vid denna tidpunkt arbetade över 200 000 människor i den persiska tobaksindustrin och därför innebar koncessionen ett hårt slag mot persiska bönder och bazari-klassen vars levebröd var till stor del beroende av den lukrativa verksamheten. Nu var de tvungna att söka tillstånd från tobaksmonopolet samt informera koncessionshavare om den mängd tobak som producerats. Koncessionen hotade inte bara den sedan länge etablerade relationen mellan persiska tobaksproducenter och tobakssäljare, utan hotade också anställningstryggheten för en betydande del av befolkningen.
I september 1890 kom den första rungande protesten mot koncessionen, men denna gång var det inte köpmännen eller uleman som protesterade utan den ryska regeringen som uppgav att tobaksmonopolet bröt mot det frihandelsavtal som fastställts i Turkmanchai-fördraget efter det rysk-persiska kriget 1826–1828. Trots den ryska regeringens ogillande var Nassredin Shah inställd på att fortsätta med koncessionen. I februari 1891 reste Major G.F. Talbot till Iran för att upprätta tobaksmonopolet och kort därefter offentliggjorde shahen nyheten om koncessionen för första gången. Ett starkt ogillande pred sig snabbt över hela landet. Trots de stigande spänningarna kom chefen för monopolet Julius Ornstein till Teheran i april och fick garantier av premiärminister Amin al-Sultan om att koncessionen hade fullt stöd av Qajar-dynastin. Under tiden skickades anonyma brev till höga medlemmar av Qajar-regeringen medan plakat cirkulerade i städer som Teheran och Tabriz där människor visade sin ilska inför utländska observatörer.
Under våren 1891 fortsatte protesterna att växa i stora iranska städer. Från början var det bazari-klassen som ledde oppositionen med övertygelsen att det var deras inkomst och försörjning som stod på spel. Förmögna köpmän såsom Hajj Mohammad Malek al-Tojjar spelade en viktig roll i tobaksrörelsen genom att organisera protester och knyta kontakter med kända mujtahider för att få deras stöd i kampen. Uleman visade sig vara en mycket värdefull allierad till bazari-klassen eftersom religiösa ledare ansåg det angeläget att skydda nationella intressen från utländsk dominans. I århundraden hade uleman spelat en avgörande roll i det iranska samhället. Förutom att driva de religiösa skolorna var de också viktiga i andra funktioner som att upprätthålla ett system av välgörenhet genom donationer, agera skiljedomare och domare i juridiska frågor och sågs som länken mellan Gud och shiamuslimerna i landet. Om koncessioner gavs till icke-muslimska utlänningar befarade uleman att det nationella, religiösa samfundet under deras ledning skulle vara allvarligt hotat. Dessutom hade uleman band med olika köpmannafamiljer och gillen samtidigt som de hade ett ekonomiskt intresse i tobak som odlades på land som donerats som waqf. Slutligen menade prästerskapet att koncessionen och monopolet stod i direkt motsättning till islamisk lag eftersom individerna inte själva fick bestämma villkoren för att köpa eller sälja tobak eller välja vem de ville handla med.
Städerna Shiraz, Teheran och Tabriz blev framträdande i kampen mot tobakskoncessionen. I maj 1891 beslutade Nassredin Shah att mullan Sayyed Ali Akbar i Shiraz skulle avlägsnas från sin position eftersom han agiterat mot koncessionen. När Akbar höll på att lämna Iran träffade den framstående pan-islamistiska aktivisten Jamal al-din al-Afghani och på Akbars begäran skrev Afghani ett brev till den ledande shiaprästen Mirza Hasan Shirazi där han bad mujtahiden att "rädda landet"  från "denna brottsling som har bjudit ut Irans provinser på auktion till stormakterna". Trots att Shirazi senare skickade ett personligt telegram till shahen och varnade ledaren för farorna med eftergifter till utlänningar, räckte int denna personliga vädjan för att sätta stopp för shahens planer.
Även om fientligheterna i Shiraz mildrades något efter att Akbar avsatts fortsatte de i andra regioner. Basari-köpmännen i Teheran var bland de första grupperna av människor som protesterade genom att skriva brev till Shahen redan innan koncessionen var offentlig. Det har hävdats att detta inledande motstånd kom från ett ryskt försök att röra upp frustration bland köpmännen i Teheran.

## Shirazis fatwa och tillbakadragandet av koncessionen

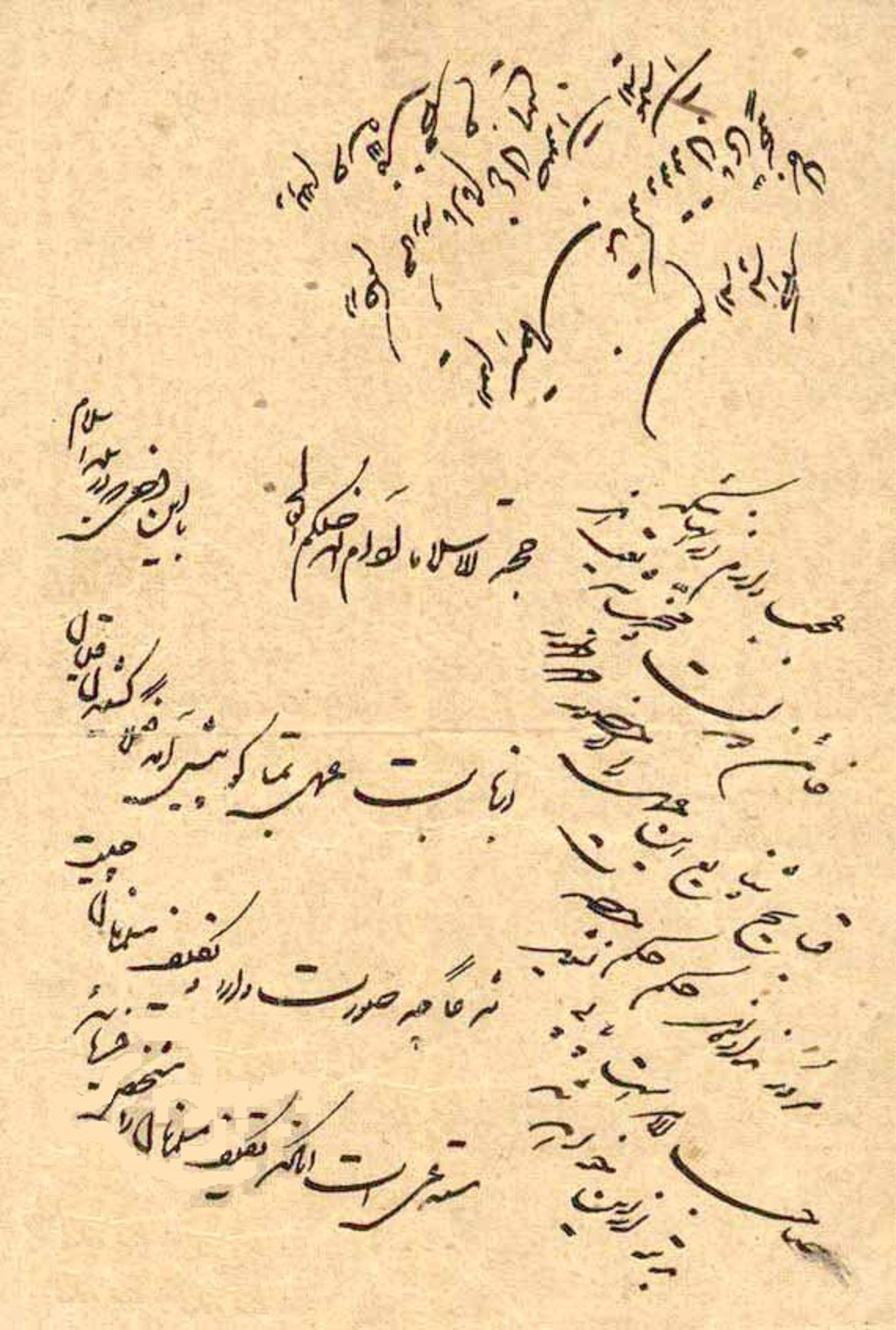
Fatwa mot tobaksrökning, troligen utfärdad av storayatollan Mirza Mohammed Hassan Shirazi.

I december 1891 utfärdade Irans högsta religiösa auktoritet, marjan Taqlid Mirza Hasan Shirazi, en fatwa som förklarade att rökning var liktydigt med krig mot den dolde imamen Muhammad al-Mahdi al-Muntazar. Hänvisningen till den dolde tolfte imamen, en central gestalt i shiaislam, innebar att Shirazi använde starkast möjliga språk i sin protest mot tobaksmonopolet. Inledningsvis fanns skepsis över fatwnas legitimitet, men Shirazi skulle senare bekräfta att fatwan kom från honom. Ändå har det funnits spekulationer bland historiker som tyder på att fatwan var förfalskad av Haj Kazim Malek al-Tojjar, en framstående bazaari-köpman, samt Teherans ledande mujtahid, Mirza Hasan Ashtiyani.
Fatwan möttes med respekt och lydnad av muslimer i hela Iran. Man slutade röka, och basarer stängdes över hela landet. När bojkotten växte började Nassredin Shah och premiärminister Amin al-Sultan frukta ett inbördeskrig som i sin tur skulle kunna leda till rysk intervention.
Före fatwan var tobaksbruket i Iran så utbrett man rökte överallt, även i moskéer. Utlänningar konstaterade att "de flesta iranier hellre skulle avstå bröd än tobak, och det första de skulle göra vid brytandet av fastan under månaden Ramadan var att tända sina pipor." Men trots rökningens popularitet var fatwan framgångsrik. Det påstods att till och med kvinnorna i shahens harem slutade röka och att hans tjänare vägrade förbereda hans vattenpipa.
I januari 1892, då Shahen såg att den brittiska regeringen "började svikta i sitt stöd till Imperial Tobacco Company," avbröt han koncessionen. Den 26 januari utfärdade Shirazi en ny fatwa som upphävde den första och tillät tobaksanvändning, "och iranierna började röka igen". De båda fatworna demonstrerade hur marjornas religiösa makt kunde utvidgas till politikens område har nämnts som en av de frågor som ledde till den konstitutionella revolutionen några år senare.
Historikern Nikki Keddie konstaterar att tobaksprotesten var betydelsefull eftersom "iranier såg för första gången att det var möjligt att vinna mot Shahen och utländska intressen" och att det finns en direkt linje från koalitionen som deltog i tobaksrörelsen som kulminerade i den konstitutionella revolutionen och utan tvekan den iranska revolutionen 1979 också.